# Sebastian Walukiewicz
Sebastian Wiktor Walukiewicz (ur. 5 kwietnia 2000 w Gorzowie Wielkopolskim) – polski piłkarz występujący na pozycji obrońcy we włoskim klubie Sassuolo, do którego jest wypożyczony z Torino FC.

## Kariera klubowa
Swoje pierwsze kroki stawiał w drużynie FC Kłodawa 13, następnie w MKP Gorzów Wielkopolski, skąd w wieku 13 lat przeniósł się do Legii Warszawa. Tam występował w drużynach juniorskich oraz zaliczył jeden występ w sezonie 2016/2017 w rezerwach Legii. Po sezonie odszedł do Pogoni Szczecin, gdzie miał otrzymywać więcej szans na grę i łatwiej przebić się do pierwszej drużyny. W Ekstraklasie zadebiutował 7 kwietnia 2018 w wyjazdowym meczu przeciwko Legii zmieniając w końcówce meczu Tomasza Hołotę.
15 stycznia 2019 Walukiewicz podpisał 4,5-letni kontrakt z Cagliari Calcio, jednocześnie podpisana została umowa wypożyczenia zawodnika do Pogoni Szczecin (Walukiewicz pozostał zawodnikiem „Portowców” do lata 2019 roku). W Cagliari zadebiutował 5 grudnia 2019, rozgrywając cały mecz Pucharu Włoch z Sampdorią. 1 września 2020 został wypożyczony do Empoli FC, z opcją transferu definitywnego i obowiązkiem wykupu zawodnika po spełnieniu określonych warunków.

## Kariera reprezentacyjna
Reprezentował Polskę w klasach wiekowych U-15, U-16, U-17, U-18, U-19, U-20 i U-21. Pierwszy nietowarzyski mecz międzynarodowy, w którym wystąpił Walukiewicz był rozegrany 10 marca 2017 w ramach eliminacji do Mistrzostw Europy U-17 w Piłce Nożnej 2017 przeciwko reprezentacji Hiszpanii U-17. Rozegrał 3 mecze na Mistrzostwach Świata U-20 w Piłce Nożnej 2019. 14 sierpnia 2020 został powołany do „seniorskiej” reprezentacji Polski na mecze z reprezentacją Bośni i Hercegowiny oraz Holandii, rozegrane w ramach Ligi Narodów UEFA. Zadebiutował w reprezentacji 7 października w wygranym 5:1 meczu z Finlandią.

## Statystyki kariery

### Reprezentacyjne
Aktualne na 6 czerwca 2025
| Reprezentacja | Rok     | Mecze | Bramki |
| ------------- | ------- | ----- | ------ |
| Polska        |         |       |        |
| 2020          | 3       | 0     |        |
| 2024          | 6       | 1     |        |
| 2025          | 1       | 0     |        |
| Ogólnie       | Ogólnie | 10    | 1      |

| Mecze i gole w reprezentacji | Mecze i gole w reprezentacji | Mecze i gole w reprezentacji | Mecze i gole w reprezentacji | Mecze i gole w reprezentacji | Mecze i gole w reprezentacji | Mecze i gole w reprezentacji |
| Lp.                          | Data                         | Miasto                       | Przeciwnik                   | Gol                          | Wynik                        | Rozgrywki                    |
| ---------------------------- | ---------------------------- | ---------------------------- | ---------------------------- | ---------------------------- | ---------------------------- | ---------------------------- |
| 1.                           | 07.10.2020                   | Gdańsk                       | Finlandia                    |                              | 5:1                          | towarzyski                   |
| 2.                           | 11.10.2020                   | Gdańsk                       | Włochy                       |                              | 0:0                          | LN 2020/2021                 |
| 3.                           | 11.11.2020                   | Chorzów                      | Ukraina                      |                              | 2:0                          | towarzyski                   |
| 4.                           | 07.06.2024                   | Warszawa                     | Ukraina                      | Gol                          | 3:1                          | towarzyski                   |
| 5.                           | 05.09.2024                   | Glasgow                      | Szkocja                      |                              | 3:2                          | LN 2024/2025                 |
| 6.                           | 08.09.2024                   | Osijek                       | Chorwacja                    |                              | 0:1                          | LN 2024/2025                 |
| 7.                           | 12.10.2024                   | Warszawa                     | Portugalia                   |                              | 1:3                          | LN 2024/2025                 |
| 8.                           | 15.11.2024                   | Porto                        | Portugalia                   |                              | 1:5                          | LN 2024/2025                 |
| 9.                           | 18.11.2024                   | Warszawa                     | Szkocja                      |                              | 1:2                          | LN 2024/2025                 |
| 10.                          | 06.06.2025                   | Chorzów                      | Mołdawia                     |                              | 2:0                          | towarzyski                   |